# Duoschaltung

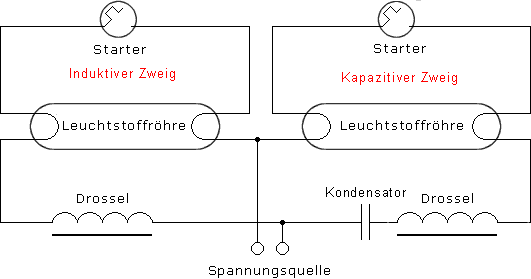
Duoschaltung

Eine Duoschaltung ist eine Parallelschaltung eines induktiven und eines kapazitiven Leuchtstofflampen-Zweigs. Der induktive Lampenzweig besteht dabei aus induktivem Vorschaltgerät und Leuchtstofflampe, der kapazitive Lampenkreis verfügt zusätzlich über einen Kondensator, der in Reihe mit einem zweiten Vorschaltgerät geschaltet ist.

## Eigenschaften
Durch eine derartige Zusammenschaltung wird die Blindleistung kompensiert (Reihenkompensation), denn der Kondensator hat idealerweise genau die Kapazität, dass die Beträge der Blindleistungen der beiden Zweige gleich sind. Außerdem reduziert sich dadurch der Stroboskopeffekt der Beleuchtung, da durch die Phasenverschiebung der Ströme in den einzelnen Zweigen von 90° zueinander auch die Hell-Dunkel-Phasen der Lampen gegeneinander phasenverschoben sind. Die eine Lampe leuchtet genau dann, wenn die andere beim Nulldurchgang des Stromes verlischt.

## Kondensator-Merkmale
Die Reihenkompensation stellt gegenüber der Parallelkompensation erhöhte Anforderungen an den Kondensator, da dieser durch die Spannungserhöhung eine Spannungsfestigkeit bis 450 V sowie eine enge Toleranz der Kapazität (ehemals 4 %, später 2 %) benötigt. Die Größe des Kondensators sollte den auf der Drossel angegebenen Wert haben. Die erforderliche Kapazität beträgt bei einem Lampenstrom von 0,43 A für eine 36-W-Leuchtstofflampe (bzw. eine Tandemschaltung 2 × 18 W) etwa 3,4 µF und für eine 58-W-Leuchtstofflampe (Betriebsstrom 0,67 A) etwa 5,2 µF. Ein Nachteil besteht in der geringeren Vorheizleistung der Lampenkathoden, da durch die beginnende Sättigung des Eisenkerns der Drossel der nichtlinear erhöhte Strom beim Start des reihenkompensierten Zweiges entfällt. Daher wird der Reihenkondensator oft etwas größer als erforderlich gewählt, was sich nachteilig auf die Effizienz und die Lebensdauer der Lampe auswirkt. Das kann jedoch mit elektronischen Startern vermieden werden, weshalb dann die korrekte Kapazität eingesetzt werden kann.

## Vor- und Nachteile
Die Reihenkompensation hat gegenüber der Parallelkompensation Vorteile, da keine Belastung des Kondensators bei starken Netzoberwellen durch Verzerrungsblindleistung auftritt. Zudem fällt die Lampe bei Kurzschluss des Kondensators nicht aus und es tritt kein Einschaltstromstoß auf. Auch wird das Lichtflimmern verringert, wobei dies nicht für dreiphasige Leuchten gilt. Zudem wird die Lampe nicht durch Gleichspannungsanteile im Netz beeinflusst; außerdem beeinträchtigt sie nicht Rundsteuersignale.

## Sonstiges
Die Duoschaltung wird häufig mit der Tandemschaltung verwechselt, bei der zwei Leuchtstofflampen in Reihenschaltung an einem Vorschaltgerät betrieben werden. Die Tandemschaltung kann jedoch ebenfalls reihenkompensiert werden, sodass eine Leuchte mit beispielsweise vier Leuchtstofflampen T8/18W, von denen zwei den kapazitiven Zweig bilden, die gleichen Vorzüge aufweist wie eine Duoschaltung aus zwei Lampen.